# Mickey Mouse (fumetto)
Mickey Mouse è un periodico a fumetti incentrato sui personaggi della Walt Disney pubblicata negli Stati Uniti d'America dal 1952.

## Storia editoriale
A partire dagli anni '40 molti numeri della collana Four Color vennero intitolati a Mickey Mouse ma è solo dal 1952 che negli USA esordì una testata dedicata a Topolino con questo nome. La numerazione tuttavia partì con il nº 28 e non dal primo in quanto vennero considerati come facenti parte della testata i 27 numeri di Four Colour Comics dedicati a Topolino. La collana conteneva principalmente lunghe avventure con Topolino protagonista, disegnate spesso da Paul Murry.
Nel 1966, nei numeri dal 106 al 109, venne pubblicato un ciclo di storie chiaramente ispirate al personaggio di James Bond, con Topolino e Pippo nei panni degli agenti segreti. I personaggi Disney di questo ciclo erano disegnati da Paul Murry, mentre gli altri personaggi e gli sfondi erano realizzati in stile realistico da Dan Spiegle.
A partire dagli anni settanta la testata riproponeva per lo più di ristampe talvolta di storie già pubblicate in altre testate come Walt Disney's comics and stories. Il numero medio di copie vendute tra il settembre 1969 e il settembre 1970, quando la testata era bimestrale e costava 15 cent, era di 223.396, mentre nel 1960 si aggirava sulle 568.803.
Dal 1986 e fino al 1990 la testata venne pubblicata dalla casa editrice Gladstone sotto la quale la testata pubblicò molte ristampe di storie precedenti ricolorate con tecniche moderne (tra cui anche quelle di Gottfredson, che non venivano ristampate dagli anni 30-40), inoltre cominciò a pubblicare storie di autori europei come Romano Scarpa, del quale vennero pubblicate Topolino e il mistero di Tapioco VI e Topolino e l'unghia di Kalì. Nonostante le vendite in declino, nel 1987 la Gladstone dichiarò che Mickey Mouse era diventata la sua testata più venduta, ma diminuì i numeri pubblicati a otto l'anno (in quanto i fumetti vendevano meno in autunno e in inverno) e aumentò da 75 cent a 95 cent il costo degli albi.
Nel 1990, con il cambio di editore, la testata venne chiusa fino al 2003 quando la Gemstone riprese a pubblicare la testata modificandola in Mickey Mouse and friends. Questa nuova versione aveva 32 pagine e conteneva per lo più brevi storie della Egmont con Topolino e talvolta con Paperino realizzate da artisti come Noel Van Horn e César Ferioli; in un numero ha pubblicato anche una storia di Romano Scarpa, Topolino e la cometa al fenantrone. La testata chiuse nel dicembre del 2006 con il nº 295 per l'aumento del costo della carta. Ogni numero costava 2.95 $.
Nel settembre 2009 la Boom Kids riesumò la testata proseguendone la numerazione e nei primi quattro numeri (296-299) vennero pubblicati i primi quattro episodi della saga italiana Wizards of Mickey che dal gennaio 2010 proseguì sulla nuova testata omonima dedicata. Non uscirono nuovi numeri della testata fino a settembre per far coincidere il numero 300 della testata con l'anniversario di Topolino (settembre 2010) che venne quindi pubblicato a fine settembre in un'edizione normale e in un'edizione limitata e con 32 pagine di cui 21 occupate dalla storia 300 Mickeys di Ferioli, 9 da una storia a tavole domenicali di Gottfredson e 2 occupate da un articolo.
Dal nº 301 le pagine tornarono a essere 24, come in tutte le pubblicazioni della Boom, che ristampava le storie alcuni mesi dopo la loro prima pubblicazione in volumi TPB che raccolgono ognuno quattro numeri della testata. Dal nº 300 al nº 303 la testata ha pubblicato prevalentemente storie di produzione italiana con l'aggiunta di qualche danese. A partire dal gennaio 2011 nel nº 304, che ebbe eccezionalmente 40 pagine, per celebrare il 70º anniversario di Walt Disney's Comics and Stories, le storie a fumetti classiche ritornarono a essere pubblicate sulla testata (l'iniziativa si chiama "Classics are back at Boom"), e la testata tornò a intitolarsi semplicemente Mickey Mouse. Il nuovo corso della testata fu caratterizzato dalla pubblicazione di alcune storie classiche americane di Paul Murry e di Bill Wright, nonché di storie di produzione danese come ad esempio quelle di Byron Erickson e di Noel Van Horn oltre che di una storia italiana di Romano Scarpa. La testata si interruppe nuovamente con il nº 309 del giugno 2011.
I diritti per le pubblicazioni Disney sono stati acquisiti nel 2015 da IDW Publishing, che nel giugno 2015 ha riaperto la collana, che ha ora un formato di 40 pagine, ad eccezione del nº 310 che, per celebrare la riapertura della collana, ne aveva 48. La testata ora ha una doppia numerazione: la numerazione principale riparte dal numero 1 perché conta quanti numeri la nuova casa editrice ha pubblicato, mentre la numerazione "legacy" (eredità) tiene conto anche dei numeri pubblicati dagli editori precedenti. Undici dei primi tredici numeri contengono storie italiane, realizzate da Casty, Scarpa e Giorgio Cavazzano, mentre gli altri due hanno pubblicato ristampe di storie statunitensi disegnate da Bill Wright e Paul Murry. Come storie secondarie sono state pubblicate, invece, ristampe di storie statunitensi. Le storie della Egmont, che, sotto le gestioni Gladstone, Disney e Gemstone, erano le più esportate, hanno cominciato ad apparire saltuariamente come brevi solo a partire dal numero 7. Tra le storie pubblicate spicca Topolino e la collana Chirikawa di Scarpa e numerose storie di Eurasia Tost scritte da Casty e disegnate o dallo stesso Casty o da Cavazzano.
A partire da luglio 2016, la testata è stata sospesa per quattro mesi, sostituita da una miniserie di adattamenti dei cortometraggi della serie Topolino, e la testata ha ripreso le sue pubblicazioni a partire dal numero 14 che è uscito nel novembre 2016. Alla ripresa delle pubblicazioni, la testata ha continuato a pubblicare storie di Casty e di Scarpa, come le storie con Topolino e Bruto protagonisti, le nuove avventure con Eurasia Tost riguardanti il ciclo di Atlantide, e Darkenblot. A partire dal numero 18, uscito nel marzo 2017, il numero di pagine viene ridotto a 32 pagine, per l'aumentare del costo della carta. Dopo il numero 21, pubblicato nel giugno 2017, la testata viene chiusa insieme a Donald Duck (almeno temporaneamente); le due testate vengono sostituite da un nuovo trimestrale di 48 pagine, Donald and Mickey, che si alternerà con Walt Disney's Comics and Stories (anch'essa trimestrale). Nel gennaio 2018 uscì inoltre un nuovo mensile di 32 pagine, Walt Disney Showcase, che contiene storie lunghe recenti italiane con i personaggi di Topolinia o Paperopoli; la testata viene tuttavia cancellata dopo appena sei numeri. Nel 2018 anche Donald and Mickey fu cancellato dopo soli quattro numeri.